# Miglierina
Miglierina község (comune) Olaszország Calabria régiójában, Catanzaro megyében.

## Fekvése
A megye északi részén fekszik. Határai: Amato, Marcellinara, San Pietro Apostolo, Serrastretta és Tiriolo.

## Története
II. Niképhorosz bizánci császár uralkodása idején alapították. A következő századokban különböző nemesi családok birtoka volt. Középkori épületeinek nagy része az 1783-as calabriai földrengésben elpusztult. A 19. század elején vált önálló községgé, amikor a Nápolyi Királyságban felszámolták a feudalizmust.

## Népessége
A népesség számának alakulása:

## Főbb látnivalói
- Palazzo Scalzo
- Palazzo Torcia
- Palazzo Don Nino
- Santa Maria del Principio-templom
- Santa Lucia-templom